# 4582 Hank
4582 Hank eller 1989 FW är en asteroid i huvudbältet som upptäcktes den 31 mars 1989 av den amerikanska astronomen Carolyn S. Shoemaker vid Palomar-observatoriet. Den är uppkallad efter Henry Reid Holt.
Asteroiden har en diameter på ungefär 16 kilometer och den tillhör asteroidgruppen Adeona.